# کارل قوکاسیان
کارل قوکاسیان (انگلیسی: Carl Gugasian؛ زادهٔ ۱۹۴۷) فرد نظامی ارمنی‌تبار اهل ایالات متحده آمریکا است که به اتهام سرقتهای معروفی به نام «دزد بانک شب جمعه» در دادگاه به ۱۷ سال زندان محکوم شد. این سنگین‌ترین اتهامی است که در مقابل چنین جرمی در تاریخ ایالات متحده ثبت شده‌است. او طی یک دوره ۳۰ ساله از بیش از ۵۰ بانک سرقت کرده‌است.